# Jiangsu
Lo Jiangsu  (in cinese: 江蘇, 江苏, , Pinyin: Jiāngsū, Wade-Giles: Chiang-su, Romanizzazione del sistema postale: Kiangsu) è una provincia della Repubblica Popolare Cinese, collocata lungo la costa est della nazione. Il nome ha avuto origine da  jiang, abbreviazione di Jiangning (antico nome di Nanchino), e da su, abbreviazione di Suzhou, due città importanti di questa provincia. L'abbreviazione del nome della provincia è "苏" (su), il secondo carattere del nome intero.
Lo Jiangsu confina a nord con lo Shandong, ad ovest con l'Anhui e a sud con lo Zhejiang e la città di Shanghai. È costeggiato per oltre 1 000 chilometri dal mar Giallo (黄海, Huanghai) ed è attraversato nella zona a sud dal Fiume Azzurro. Dall'istituzione delle riforme economiche nel 1978, lo Jiangsu è divenuta una delle province più ricche, anche se rimangono delle fortissime differenze tra un sud ricchissimo e un nord ancora molto povero.

## Amministrazione
La suddivisione della provincia dello Jiangsu è articolata sui seguenti tre livelli: prefetture (地区 dìqū), a loro volta suddivise in contee (县 xiàn), che a loro volta sono suddivise in città (镇 zhèn). In particolare si contano:
- 13 prefetture (地区 dìqū)
  - 12 città con status di prefettura
  - 1 prefettura autonoma
- 106 contee (县 xiàn)
  - 27 città con status di contea (县级市 xiànjíshì)
  - 25 contee
  - 54 distretti (市辖区 shìxiáqū)
- 1518 città (镇 zhèn)
  - 1117 città (镇 zhèn)
  - 124 comuni (乡 xiāng)
  - 1 comune etnico (民族乡 mínzúxiāng)
  - 275 sotto-distretti (街道办事处 jiēdàobànshìchù)

| Mappa | #           | Nome     | Hanzi           | Hanyu Pinyin            | Amministrazione       | Tipologia |
| ----- | ----------- | -------- | --------------- | ----------------------- | --------------------- | --------- |
|       |             |          |                 |                         |                       |           |
| 1     | Nanchino    | 南京市   | Nánjīng Shì     | Distretto di Nanchino   | Città sub-provinciale |           |
| 2     | Changzhou   | 常州市   | Chángzhōu Shì   | Distretto di Zhonglou   | Città-prefettura      |           |
| 3     | Huai'an     | 淮安市   | Huái'ān Shì     | Distretto di Qinghe     | Città-prefettura      |           |
| 4     | Lianyungang | 连云港市 | Liányúngǎng Shì | Distretto di Xinpu      | Città-prefettura      |           |
| 5     | Nantong     | 南通市   | Nántōng Shì     | Distretto di Chongchuan | Città-prefettura      |           |
| 6     | Suqian      | 宿迁市   | Sùqiān Shì      | Distretto di Sucheng    | Città-prefettura      |           |
| 7     | Suzhou      | 苏州市   | Sūzhōu Shì      | Distretto di Jinchang   | Città-prefettura      |           |
| 8     | Taizhou     | 泰州市   | Tàizhōu Shì     | Distretto di Hailing    | Città-prefettura      |           |
| 9     | Wuxi        | 无锡市   | Wúxī Shì        | Distretto di Chong'an   | Città-prefettura      |           |
| 10    | Xuzhou      | 徐州市   | Xúzhōu Shì      | Distretto di Yunlong    | Città-prefettura      |           |
| 11    | Yancheng    | 盐城市   | Yánchéng Shì    | Distretto di Tinghu     | Città-prefettura      |           |
| 12    | Yangzhou    | 扬州市   | Yángzhōu Shì    | Distretto di Guangling  | Città-prefettura      |           |
| 13    | Zhenjiang   | 镇江市   | Zhènjiāng Shì   | Distretto di Jingkou    | Città-prefettura      |           |

## Storia
Lo Jiangsu diventa provincia acquisendo  circa gli stessi confini attuali sotto il regno di Kangxi della dinastia Qing (esattamente nel 1667).

### Periodo delle primavere e degli autunni e Periodo dei regni combattenti
Durante la prima dinastia Cinese lo Jiangsu era popolato dal gruppo etnico degli Huai Yi (淮夷). Nell'epoca della dinastia Zhou nel Sud della provincia si stabilì lo stato di Wu (吴国, Wuguo), al cui centro sorgeva la capitale Gusu (姑苏, oggi Suzhou). Questo stato era uno tra le centinaia di stati che erano sorti in quell'epoca ed era in rapporti di vassallaggio nei confronti dell'imperatore Zhou. Durante il periodo delle primavere e degli autunni, lo stato di Wu accrebbe notevolmente la propria potenza, sotto il re Helu (王阖闾, Wang Helu), tanto che nel 484 a.C. fu in grado di attaccare e sconfiggere lo stato di Qi (齐国, Qiguo).  Nel 473 a.C. lo stato di Wu venne conquistato dallo stato di Yue (越国, Yueguo), un altro stato emergente che si localizzava nel Sud dell'attuale provincia di Zhejiang. Nel 333 a.C. lo stato di Yue venne a sua volta assoggettato dallo stato di Chu (楚国). Nel 221 a.C. lo stato di Qin (秦国, Qinguo) emerse tra tutti gli stati e li unificò creando la Cina.

### Dinastia Han, dinastia Jìn, dinastia Chao
Durante il periodo della dinastia Han lo Jiangsu rimase una zona marginale rispetto al centro dell'impero Han e della sua civilizzazione. In questa epoca lo Jiangsu era l'area di due zone amministrative (zhou, 州): la parte nord era sotto l'influenza della città di Xuzhou (徐州), la parte sud era sotto l'influenza della città di Yangzhou (扬州).
Durante il periodo dei tre regni (三国, Sanguo) l'area che corrisponde al Sud dell'attuale provincia prese nuovamente il nome di stato di Wu (吴国). Nel 317, sotto la spinta dell'invasione di popolazioni barbare, molti aristocratici di etnia Han si rifugiarono a Jiangkang (建康, attualmente Nanchino)  fondando la dinastia Jin orientale. In seguito altre dinastie ebbero Nanchino come capitale, continuando nel tentativo di riconquista del Nord della Cina.